# Списак рудника у Мексику
Ова листа рудника у Мексику је помоћна листа члана рудника и наводи оне који раде, не постоје и будуће руднике у земљи и организује је примарним производњом минералалних сировина. Из практичних разлога камена, мермера и других каменолома могу бити укључени у ову листу. 

## Угаљ
- Kлоете или Сан Хосе де Клоете је рудник угља који се бави ископавањем угља у општини Сабинас, у мексичкој држави Коахуила. Основао га је крајем 19. века Вилијам Бродерик Клоете, британски власник рудника. Рудник је добио име по њему након  његове смрти у РМС Луситани 1915. године. Пописом ИНЕГИ 2005. године, он је извештавао о популацији од 3.977 станара.

## Бакар
- Рудник Буенависта je велики рудник бакра који се налази на северозападу Мексика у месту Kананеа, Сонора. Налази се на 35 km (22 mi) јужно од међународне границе у близини Ногалеса, Аризона. Рудник Буенависта представља једну од највећих залиха бакра у Мексику и свету, са процењеним резервама од 36 милиона тона руде са 0,69% бакра, 3,3% цинка и 33,4 милиона оз сребра.[1]
- Рудник Kананеа je велики рудник бакра који се налази на северозападу Мексика у Сонори. Kананеа представља једну од највећих резерви бакра у Мексику и у свету, са процењеним резервама од 4,52 милијарде тона руде са степеном бакра од 0,42%.[2]
- Рудник Kалхихуитес је велики рудник бакра који се налази у центру Мексика у Закатекасу. Калхихуитес представља једну од највећих резерви бакра у Мексику и у свету, а процењује залихе од 16 милиона тона руде са 0,69% бакра, 3,08% цинка и 48,6 милиона оз сребра.[3]
- Рудник Ел Арко је велики рудник бакра који се налази на северозападу Мексика у месту Баја Цалифорниа. Ел Арко представља једну од највећих резерви бакра у Мексику и у свету, а процењује залихе од 1,5 милијарди тона руде са 0,41% бакра.[4]
- Рудник Ел Пилар је велики предложени рудник бакра у Сонори у Мексику. Ел Пилар једна је од највећих резерви бакра у Мексику и свету, а проценила је залихе од 685,8 милиона тона руде са оценом 0,28% бакра.[5]
- Рудник Ла Kаридад је велики рудник бакра на отвореном у Нацозари у Сонори у Мексику. Њиме управља Мекицана де Цобре, С.А] која је део Групо Мекицо, највећег произвођача бакра у Мексику. Рудник лежи око 13 km (8,1 mi) источно од Нацозари де Гарциа. Иако је рудник радио 1800-их, затворен је око 1948, а поново је отворен до 1979. Рудник је 1985. производио преко 72 000 тона руде дневно. Поред бакра, 1995. је производио и сребро као нуспроизвод, који је износио преко 77 тона сребра. Рудник су откупили инвеститори од мексичке владе 1988. године. У руднику је 2000. године запослено око 3.000 радника. У 2006. години рудник је затворен због штрајкова радне снаге.[6]

## Злато
- Рудник Камино Ројо један је од највећих рудника сребра у Мексику и на свету. Рудник се налази у центру земље у Закатекасу. Рудник је проценио резерве од 1,63 милиона оз и сребра 32,07 милиона оз.[7]
- Серо де Сан Педро населило се у Мексику у савезној држави Сан Луис Потоси у општини Серо де Сан Педро. Налази се на надморској висини од 2047 м.[8]
- Рудник Лос Филос један је од највећих рудника злата у Мексику и на свету. Рудник се налази на југу земље у месту Гуерреро. Рудник је проценио резерве од 7,43 милиона оз злата и 52,54 милиона оз сребра. У јануару 2017. Голдцорп је рудник продао компанији Леаголд Мининг Цорпоратион за 438 милиона долара у оквиру дезинвестирања неосновних средстава.[9]
- Рудник Морелос један је од највећих рудника злата у Мексику. Рудник се налази на југу земље у месту Гуерреро. Рудник је проценио резерве злата од 3,07 милиона.[10]
- Наранжал рудник име је легендарног рудника изгубљеног злата у планинама Сиера у Мексику. Фолклор Ј. Франк Добие посветио је део своје књиге "Апацхе Голд и Иакуи Силвер" причи о овом легендарном руднику изгубљеног злата. Рудник се наводно налазио на дну кањона, поред реке и напуштене хацијенде. Око места су били лукови наранџе, отуда и назив Ел Нарањал, што на шпанском значи грожђ наранџе. С друге стране, неке легенде указују на златну руду наранџасту боју рудника као извор имена. За разлику од других изгубљених или легендарних мина на овом подручју, мало је тешких доказа да је икада постојао, а може бити и чисто легенда узета са смећених рачуна о далеко популарнијим легендарним изгубљеним рудницима Таиопе.
- Рудник Ојуела је мало рударско насеље смештено северозападно од најближег града Мапими, на 5 km (3,1 mi) северозападно. Насеље је данас познато као град духова због исцрпљивања руде. Ојуела је основана након открића напуштених рудника злата и сребра на том подручју 1598. Рудник Ојуела произвео је велику количину минерала у последњем делу 19. века. Појавом железнице, сва извађена руда је превезена влаком из рудника и прерађена у оближњем граду Мапими.

- Рудник Пенаскуито је највећи рудник сребра на свету и други по величини у Мексику. Налази се у североисточном углу државе Закатекас и у потпуном је власништву Невмонт Голдцорпа. Ради се о отвореној јами која је започела с радом у марту 2010, [3] али је ипак успела да произведе 13,952,600 унци сребра те године. Процењене резерве за рудник Пенаскуито су 17,82 милиона оз злата, 1,070,1 милиона оз сребра, 3,214 тона олова и 7,098 милиона тона цинка. Рудник има сопствену радио станицу, КСХЕСП-ФМ 98.9 "Радио Пенасцо"[11].

## Манган
- Рудник Моланго рудник је смештен у центру Мексика у месту Хидалго. Моланго представља једну од највећих резерви мангана у Мексику са процењеним резервама од 1,53 млрд. Тона руде мангана, која оцењује 25% метала мангана.